# よりそう
株式会社よりそう（英語: Yoriso.Co.Ltd. / 旧株式会社みんれび）は、東京都品川区に本社を置く、ITサービス・葬儀紹介業者。
「よりそうのお葬式」（旧シンプルなお葬式）、「お坊さん便」などを展開している。

## 概要
2009年3月、ライフメディア運営会社として設立。葬儀に関する情報サイト「葬儀レビ」を開設。
その後、2013年には僧侶を全国に手配するウェブサービス「お坊さん便」、パッケージ型の葬儀を提供するウェブサービス（シンプルなお葬式／現：よりそうのお葬式）の提供を開始。 
2015年12月、「お坊さん便」をAmazon.co.jpのマーケットプレイスに出品。2017年、生前に葬儀代金の事前払い込みを可能とする「シンプルな生前契約（現：よりそうのお葬式予約）」の提供を開始。 
2018年3月、終活から葬儀・供養・相続にかけて23サービスを提供するブランド「よりそう」をリリース。支払金額に応じてライフエンディング周辺サービスを割引価格で提供する「よりそうメンバー制度」を開始。同6月、社名を「株式会社みんれび」から「株式会社よりそう」に変更。あわせて、「シンプルなお葬式」を「よりそうのお葬式」にサービス名変更。

## 沿革
- 2009年03月 - 株式会社みんれび（現：株式会社よりそう）を設立、同年06月、「葬儀レビ」運営開始
- 2013年05月 - 「お坊さん便」の運営開始（2年後にAmazon上でも提供開始）、同年08月、「シンプルなお葬式（現：よりそうのお葬式）」の運営開始
- 2014年04月 - 「海洋散骨Umie」の運営開始、翌5月、「格安のお仏壇（現：ベスト仏壇）」の運営開始
- 2015年01月 - 「シンプルな永代供養墓」の運営開始
- 2016年11月 - 葬儀業界特化型のクレジットカードWEB決済システムをリリース
- 2017年08月 - 「シンプルな生前契約（現：よりそうのお葬式予約）」の提供開始、同年11月、『ポスタルくらぶ』の葬儀関連サービスを受託開始
- 2018年03月 - 新ブランド「よりそう」提供開始。「よりそうメンバー制度」「よりそうのお葬式予約」を合わせて提供、同年6月、社名を「よりそう」に変更、翌7月、一般社団法人「五反田バレー」設立（理事6社のうちの1社）

### 受賞歴
- 2016年12月 - 「お坊さん便」が突破クリエイティブアワード2016にて審査員特別賞
- 2016年12月 - 『Global Brain Five-Star Startup Awards』にて2016年にて最も成長した企業

## 不祥事
景品表示法違反
2019年6月14日、消費者庁は当社の「よりそうのお葬式」が、実際には追加料金がかかるにもかかわらず、コミコミと宣伝したのは優良誤認にあたるとして、措置命令を出した。

## 主なサービス
- よりそう
- よりそうのお葬式（旧シンプルなお葬式）
- お坊さん便
- 葬儀レビ
- 海洋散骨Umie（海へ）